# Кулинжон
Кулинжо́н (каз. Құлынжон) — село у складі Самарського району Східноказахстанської області Казахстану. Адміністративний центр Кулинжонського сільського округу.
Населення — 679 осіб (2021; 823 у 2009, 1052 у 1999, 1080 у 1989).
Національний склад станом на 1989 рік:
- казахи — 63 %
- росіяни — 35 %

До 2013 року село називалось Казнаковка.